# ماتيا هورفات
ماتيا هورفات هو لاعب كرة قدم كرواتي في مركز الوسط، ولد في 7 مايو 1999 في كرواتيا. لعب مع Kapfenberger SV ‏.

## وصلات خارجية
- ماتيا هورفات على موقع قاعدة بيانات كرة القدم.إي يو (الإنجليزية)
- ماتيا هورفات على موقع Soccerway.com (الإنجليزية)
- ماتيا هورفات على موقع عالم كرة القدم.نت (الإنجليزية)